# Paulo César Silva Peixoto
Paulo César Silva Peixoto, més conegut com a César Peixoto, (Caldas das Taipas, Guimarães, 12 de maig de 1980) és un futbolista portuguès ja retirat.
Extrem esquerre dotat de bona qualitat tècnica va marcar diversos gols al CF Belenenses i el fa fitxar el FC Porto perquè es va fixar en ell José Mourinho. Tot i ser un jugador alt, sempre ha tingut problemes físics i ha patit diverses lesions, bàsicament als genolls, i la seva carrera no ha estat tan brillant com s'esperava. Va caure en desgràcia el 2004 per un accident de trànsit, que li va costar anar a VSC Guimarães, tot i que el 2005-2006, se'l va repescar i es va adaptar a la posició de lateral esquerre però una nova lesió el va mantenir allunyat dels terrenys de joc tota la temporada.

## Trajectòria esportiva
- Caçadores Taipas: 1990-2001
- CF Belenenses: 2001-2002
- FC Porto: 2002-2004
- VSC Guimarães: 2004-2005
- FC Porto 2005-2006
- RCD Espanyol: 2006-2007